# ティーウェイ航空
ティーウェイ航空（ティーウェイこうくう、英語: T'Way Air）は、韓国の格安航空会社。

## 概要

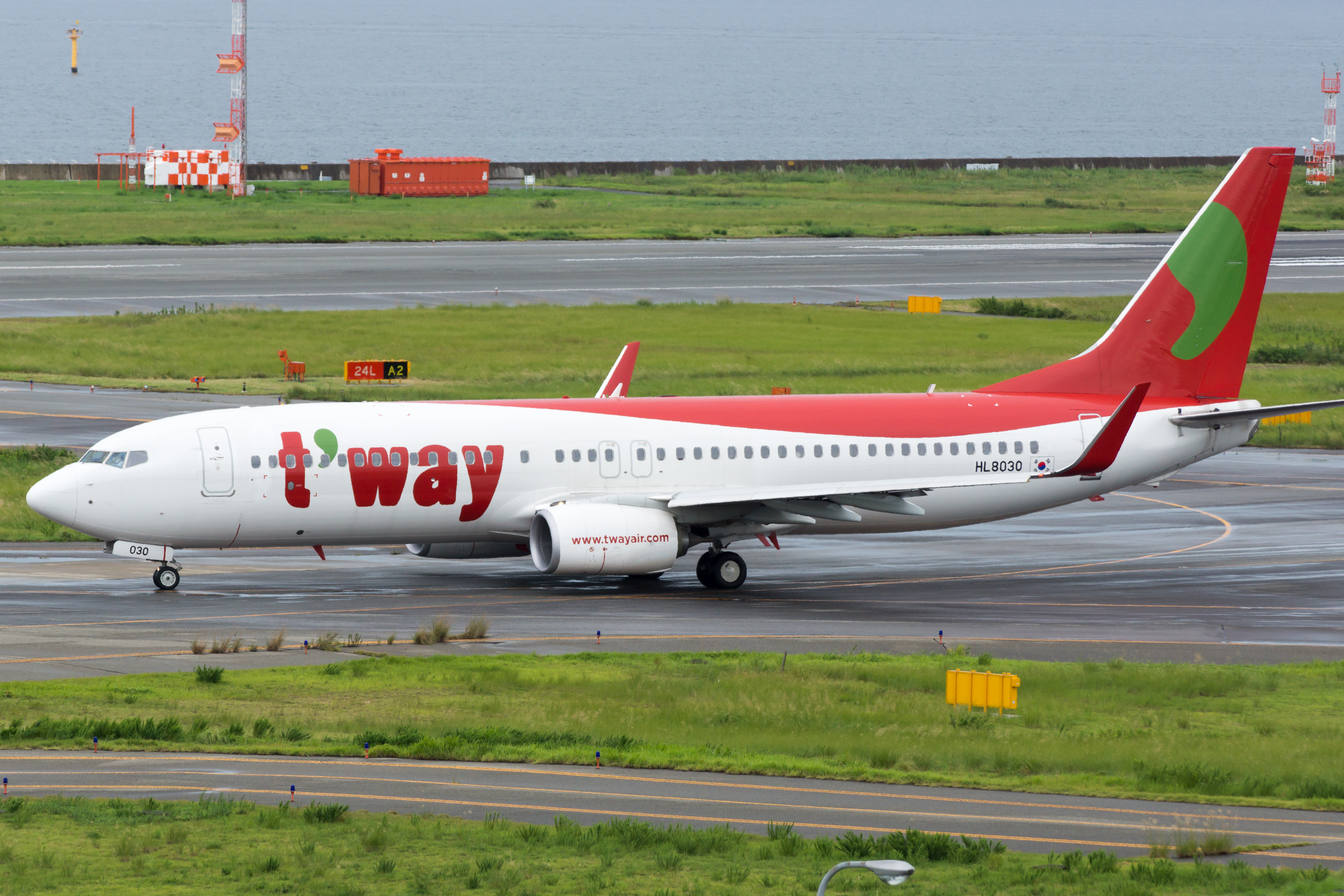
ボーイング737-800

韓国で最初に設立された格安航空会社(LCC)である。運賃は競合他社よりも最大80%程度安くしている。
ティーウェイ航空は2010年8月に韓星航空からティーウェイ航空へ社名変更し、就航を再スタートさせた。その年の9月には韓国国内航空運送事業運航証明(Air Operator's Certificate)を取得すると同時に金浦-済州線の運航を開始。2011年度、顧客満足度調査（韓国消費者院調べ）にて韓国系LCC5社のうち6部門中5部門でトップを獲得し、2012年には韓国交通研究院が実施する航空サービスモデル評価では、LCCの中で最も高く評価された。その結果、2013年には設立3年、保有航空機5機のみで黒字を達成。また、韓国系LCCの中で最初に国際航空運送協会IATAが設定した安全監査プログラム“IOSA”認証を取得している。
機内ではキャビンクルーによるバルーンアートや、写真撮影、搭乗旅客の記念日サプライズアナウンス（要事前申請、現在韓国発のみ）など、フレンドリーなエアラインとして、注目を集めている。日本ではティーウェイ航空 日本地域本部が運営およびマーケティング等を行っている。
2019年にはワイドボディ機を導入し、中距離路線を計画していた。2019年末時点では日本の5都市(成田、関空、札幌、福岡、沖縄)より韓国(仁川、大邱、釜山、済州等)へ就航し、関空からはグアム路線も運航している。
2019年7月22日、キャッチオール規制の運用見直しに伴い日韓関係が悪化、韓国内で日本旅行へのボイコットが発生したことを受け、同年8月12日より大分線、9月1日より熊本線、9月16日より佐賀線を運休させることを発表した。
2023年、欧州連合(EU)が要求していた大韓航空によるアシアナ航空合併による是正措置について、大韓航空は欧州路線の一部をティーウェイ航空に引き渡す是正案を欧州委員会（EC）に提出した。これにより、シドニー路線に続き、ヨーロッパの長距離路線に参入することになる（LCCとしては、エアプレミアに続いて二例目）。この措置に伴い大韓航空は複数機体を乗務員込みでウェットリース移管し、欧州長距離路線の運航支援を受け2024年夏期にフランクフルト・ローマ・パリ・バルセロナの路線移管受け就航した。

## 歴史
- 2004年 : 韓星航空として設立。
- 2005年8月 : 済州 - 清州線 就航開始（1日2便）[6]。
- 2005年12月 : 資金難のため、運休開始[7]。
- 2006年2月 : 運航再開[8]。
- 2006年10月 : 2号機導入。ソウル/金浦 - 済州線 就航開始[9][10]。
- 2006年11月 : 済州国際空港にて前輪が外れる事故発生[11][12]。
- 2007年6月 : ATR-72型機を2機 追加納入。
- 2007年7月 : ソウル/金浦 - 済州線 1日12便に増便[13]。
- 2007年10月 : 済州 - 清州線 1日10便に増便。
- 2008年10月18日 : 経営難のため、全路線を運休開始[14][15][16][17]。
- 2009年7月 : 不定期航空運送事業登録が取り消されると報道[18]。
- 2009年8月31日 : ソウル中央地方裁判所へ、企業再生手続き開始申請、免許取り消しは回避。
- 2010年3月5日 : ベンチャーキャピタルの「シンポ創業投資」がスポンサーに決定。ソウル中央地方裁判所破産部から会社を引き受ける。
- 2010年8月26日 : ティーウェイ航空に社名変更[19]。
- 2010年9月16日 : ソウル/金浦 - 済州線 運航再開[20]。就航当日は全便を無償で提供[21]。
- 2011年4月 : 国際航空運送業免許を取得[22]。ソウル/仁川 - 大阪/関西線、サイパン線などへ就航を計画。
- 2011年7月 : 国際線への参入を発表[23]。就航地は大阪/関西、福岡、バンコクを検討。
- 2011年12月20日 : ソウル/仁川 - 福岡線 就航開始（1日2便）。
- 2012年12月27日 : ソウル/仁川 - 宮崎線（週2便）・シェムリアップ線（週5便） プログラムチャーター便 就航開始。
- 2013年2月7日 : ソウル/仁川 - 沖縄/那覇線 プログラムチャーター便 就航開始（週2便）。
- 2013年3月3日 : ソウル/仁川 - 宮崎線・沖縄/那覇線・シェムリアップ線 プログラムチャーター便 運航終了。
- 2013年12月20日 : ソウル/仁川 - 佐賀線 就航開始（週3便）。
- 2013年12月23日 : ソウル/仁川 - 札幌/新千歳線 就航開始（1日1便）[24]。
- 2014年3月30日 : 済州 - 大邱線 就航開始。
- 2014年9月24日 : ソウル/仁川 - 大分線を就航開始。
- 2015年3月 : 29日、ソウル/仁川 - 大阪/関西線、30日、大邱 - 大阪/関西線へ就航開始[25]。
- 2015年10月1日 ： 大阪/関西 - グアム線にソウル/仁川 - 大阪/関西線の以遠権を行使して就航開始[26]。
- 2018年12月22日：釜山 - 大分線　務安 - 大分線を就航開始。
- 2019年 : 大分 - ソウル/仁川線、大分 - 釜山/金海線、大分 - 務安線、熊本 - 釜山/金海線、佐賀 - 釜山/金海線を10月26日まで運休。[27]
- 2020年12月 : コロナ禍からの回復する2021年に3機のエアバスA330-300型機をリース受領し、中距離国際線に進出予定[28][29]。
- 2022年12月 : 事故による運航停止で引渡延期されていたボーイング737MAX8をリース受領。

## 保有機材
| 機種                 | 運用機数 | 発注機数 | 旅客定員 | 旅客定員 | 旅客定員 | 備考                                                                           |
| 機種                 | 運用機数 | 発注機数 | C        | Y        | Total    | 備考                                                                           |
| -------------------- | -------- | -------- | -------- | -------- | -------- | ------------------------------------------------------------------------------ |
| エアバス A330-200    | 5        | —        | 18       | 228      | 246      | 大韓航空からウェットリース                                                     |
| エアバス A330-200    | 1        | —        | —        | —        | —        | 元中国南方航空、大韓航空経由でウエットリース                                   |
| エアバス A330-300    | 3        | —        | 12       | 335      | 347      |                                                                                |
| エアバス A330-300    | 1        | 1        | 12       | 365      | 377      | 中古リース機                                                                   |
| エアバス A330-900    | —        | 5        | TBA      | TBA      | TBA      | リース導入予定                                                                 |
| ボーイング 737-800   | 26       | —        | —        | 189      | 189      | HL8306:「ピカチュウジェットTW」企画特別塗装機                                  |
| ボーイング 737 MAX 8 | 2        | 6        | —        | 189      | 189      | 2022年からリース導入しているがボーイング側問題で納入遅延                       |
| ボーイング 777-300ER | 1        | —        | 6/53     | 34/201   | 294      | HL8706､元キャセイパシフィック航空 大韓航空経由でウエットリース、欧州路線運航用 |
| ボーイング 777-300ER | 1        | —        | 40       | 32/296   | 368      | HL8707､元キャセイパシフィック航空 大韓航空経由でウエットリース                 |
| Total                | 40       | 12       |          |          |          |                                                                                |

## 定期便就航地
2024年現在
- 韓国
  - ソウル/仁川、ソウル/金浦、釜山、済州、大邱、光州、務安、襄陽(2025年7月29日より運航開始予定)[39]
- 日本
  - 東京/成田、大阪/関西、札幌/新千歳、福岡、佐賀、熊本、沖縄/那覇
- 台湾
  - 台北/桃園、台北/松山、台中、高雄
- 中国
  - 三亜、温州、済南、青島、海口、上海/浦東、南寧、延吉、長春(2025年7月29日より運航開始予定)[40]
- 香港
  - 香港
- マカオ
  - マカオ
- ベトナム
  - ホーチミン、ダナン、ニャチャン
- ラオス
  - ヴィエンチャン
- タイ
  - バンコク/スワンナプーム、バンコク/ドンムアン
- マレーシア
  - コタキナバル
- シンガポール
  - チャンギ
- フィリピン
  - セブ、カリボ
- 北マリアナ諸島
  - サイパン
- アメリカ合衆国
  - グアム
- カナダ
  - バンクーバー[41]
- オーストラリア
  - シドニー
- モンゴル
  - ウランバートル（季節運航）
- キルギス
  - ビシュケク
- クロアチア
  - ザグレブ（季節運航、往路のみビシュケク経由）

：大韓航空によるアシアナ航空の合併再編に伴うEU是正条件
- イタリア
  - ローマ

2024年8月8日就航
- フランス
  - パリ

2024年8月28日就航
- スペイン
  - バルセロナ

2024年9月11日就航
- ドイツ
  - フランクフルト

2024年10月3日就航

：ロシアのウクライナ侵攻により無期運休中
- ロシア
  - ウラジオストク、ハバロフスク（冬季運休）

## 日本との関係

### 日本への運航路線
| 便名      | 路線        | 路線        | 機材                               | 備考                                |
| --------- | ----------- | ----------- | ---------------------------------- | ----------------------------------- |
| TW301/302 | ソウル/仁川 | 大阪/関西   | ボーイング737-800 エアバスA330-300 |                                     |
| TW303/304 | ソウル/仁川 | 大阪/関西   | ボーイング737-800 エアバスA330-300 |                                     |
| TW305/306 | ソウル/仁川 | 大阪/関西   | ボーイング737-800 エアバスA330-300 |                                     |
| TW201/202 | ソウル/仁川 | 福岡        | ボーイング737-800 エアバスA330-300 |                                     |
| TW203/204 | ソウル/仁川 | 福岡        | ボーイング737-800 エアバスA330-300 |                                     |
| TW205/206 | ソウル/仁川 | 福岡        | ボーイング737-800 エアバスA330-300 |                                     |
| TW207/208 | ソウル/仁川 | 福岡        | ボーイング737-800 エアバスA330-300 |                                     |
| TW241/242 | ソウル/仁川 | 東京/成田   | ボーイング737-800                  |                                     |
| TW243/244 | ソウル/仁川 | 東京/成田   | ボーイング737-800                  |                                     |
| TW245/246 | ソウル/仁川 | 東京/成田   | ボーイング737-800                  |                                     |
| TW263/264 | ソウル/仁川 | 札幌/新千歳 | エアバスA330-300                   |                                     |
| TW281/282 | ソウル/仁川 | 那覇        | ボーイング737MAX8                  |                                     |
| TW311/312 | 大邱        | 大阪/関西   | ボーイング737-800                  |                                     |
| TW313/314 | 大邱        | 大阪/関西   | ボーイング737-800                  |                                     |
| TW213/214 | 大邱        | 福岡        | ボーイング737-800                  | 2025年7月19日より運航開始予定       |
| TW215/216 | 大邱        | 福岡        | ボーイング737-800                  |                                     |
| TW251/251 | 大邱        | 東京/成田   | ボーイング737-800                  |                                     |
| TW225/226 | 清州        | 福岡        | ボーイング737-800                  |                                     |
| TW327/328 | 清州        | 大阪/関西   | ボーイング737-800                  |                                     |
| TW331/332 | 済州        | 大阪/関西   | ボーイング737-800                  |                                     |
| TW509/510 | グアム      | 大阪/関西   | ボーイング737-800                  | 大阪/関西〜大邱線を延長する形で運航 |

### 日本との歴史
- 2025年7月19日より、福岡-大邱線を毎日2便に増便[43]。

## サービス
- 機内では、ミネラルウォーターが無償で提供される[44]。また、有料にて軽食、機内食（事前予約制）の販売を行っている。
- 国際線において免税品機内販売を実施している。

## トラブル
- 2024年6月13日、仁川発関西行きTW283便で機体トラブルにより約11時間遅延が案内されたが、実際は同日出発クロアチア、ザグレブ行きTW505便で使用予定だった機体HL8501の機体トラブルを関西行きの機体HL8500と入れ換え、EU航空規定で遅延､欠航などに一人あたり最大600ユーロ補償金徴収を避けるため、比較的補償額が少ない関西行き乗客を犠牲にしたと後日判明し、乗客らは損害賠償請求訴訟を準備していると報道された[45]。
- 2024年8月28日、アシアナ航空統合による是正措置で新規開設したパリ発仁川行き就航当日にTW402便が出発前にエンジン油圧オイル漏れが確認され、新規就航のため韓国からの代替機材ヘの変更することになり約21時間遅延運航された。トラブル機は路線移管に伴い大韓航空からリース導入されたが、従来同社が運航していたA330-300型機は英ロールスロイス製エンジン装備機だが、リース導入されたA330-200型機は米プラット&ホイットニー製エンジン装備でメーカーが違い慣熟まで時間なく欧州長距離路線開設となったため、会社体制を問う報道もされている[46][4]。

## 外部サイト
- T'way Airlines（朝鮮語）（日本語）
- T'way Air (@twayair) - Instagram